# Escut de Maldà

Escut oficial de Maldà

L'escut oficial de Maldà té el següent blasonament:
Escut caironat: d'atzur, un mont d'or movent de la punta somat d'una mà d'argent. Per timbre, una corona de baró.

## Història
Va ser aprovat el 27 de maig de 1992 i publicat al DOGC el 10 de juny del mateix any amb el número 1604.
La mà sobre el turó és un senyal parlant referent al nom de la localitat. De fet, el poble està situat dalt d'un turó, on s'aixeca l'antic castell, centre de la baronia de Maldà i Maldanell (segle xi), representada per la corona sobre l'escut.